# All Quiet on the Eastern Esplanade
All Quiet on the Eastern Esplanade è il quarto album in studio del gruppo musicale inglese The Libertines, pubblicato nel 2024.

## Tracce
Testi e musiche di Carl Barât, Pete Doherty, John Hassall and Gary Powell, con autori addizionali dove indicato.
1. Run Run Run – 2:53 (Danny Connors)
2. Mustangs – 3:27 (Connors)
3. I Have a Friend – 2:58
4. Merry Old England – 4:49
5. Man with the Melody – 3:56 (Oliver Rhys, Jamie Treays)
6. Oh Shit – 3:01
7. Night of the Hunter – 4:08
8. Baron's Claw – 3:37 (Mike Moore)
9. Shiver – 3:00
10. Be Young – 2:33
11. Songs They Never Play on the Radio – 4:07

## Formazione
- Carl Barât – voce, chitarra (tutte le tracce); piano (5, 8, 11), cori (9, 11)
- Pete Doherty – chitarra (tutte), cori (1, 2, 6, 11), voce (5, 7, 10, 11)
- John Hassall – cori (1, 2, 6, 10, 11), batteria (1), basso (2–11); sintetizzatore, voce (5); piano (8)
- Gary Powell – cori (1, 2, 6, 10, 11), batteria (2–11), arrangiamento archi (5, 7), voce (5), percussioni (7)